# 1406 Komppa
1406 Komppa је астероид главног астероидног појаса. Приближан пречник астероида је 25,89 ,
а средња удаљеност астероида од Сунца износи 2,695 астрономских јединица (АЈ).
Инклинација (нагиб) орбите у односу на раван еклиптике је 12,424 степени, а орбитални период износи 1616,626 дана (4,426 године). Ексцентрицитет орбите астероида износи 0,097.
Апсолутна магнитуда астероида износи 10,60 а геометријски албедо 0,151.
Астероид је откривен 13. септембра 1936. године.